# اوزرنویه (استان آمور)
اوزرنویه (به لاتین: Ozernoye) یک منطقهٔ مسکونی در روسیه است که در استان آمور واقع شده‌است.